# 清水銀蔵
清水 銀蔵（しみず ぎんぞう、1879年1月17日 - 1937年4月20日）は、日本の政治家。衆議院議員（4期）。

## 経歴
大阪府出身。1902年東京専門学校英語政治科卒。愛国生命保険(株)に入る。その後、江州日日新聞社取締役となる。
1920年の第14回衆議院議員総選挙において滋賀3区から立憲国民党公認で立候補したが落選。1924年の第15回衆議院議員総選挙では革新倶楽部公認で立候補したが落選。1927年の補欠選挙で初当選。1928年の第16回衆議院議員総選挙で滋賀県全県区から立憲政友会公認で立候補してトップ当選。1930年の第17回衆議院議員総選挙で当選。1932年の第18回衆議院議員総選挙では2度目のトップで当選。1936年の第19回衆議院議員総選挙では次点で落選した。1937年死去。